# To Be or Not to Be (film, 1983)
Cet article concerne le film d'Alan Johnson. Pour le film d'Ernst Lubitsch, voir Jeux dangereux.
Pour les articles homonymes, voir To Be or Not to Be.
Pour plus de détails, voir Fiche technique et Distribution.
To Be Or Not To Be est une comédie américaine réalisée par Alan Johnson en 1983. C'est un remake du film du même nom sorti en 1942 (en français Jeux dangereux).

## Synopsis
Frederick et Anna Bronski dirigent un petit théâtre de quartier à Varsovie. Lui est « mondialement connu en Pologne » et elle profite des scènes de monologue de son mari pour s'ébattre dans sa loge avec un jeune aviateur. Tout est bouleversé lorsque la troupe est engagée dans l'armée pour repousser les envahisseurs nazis et sauver la résistance polonaise...

## Fiche technique
- Titre original : To Be or Not to Be
- Réalisation : Alan Johnson
- Scénario : Ronny Graham et Thomas Meehan, d'après une histoire originale de Melchior Lengyel, Ernst Lubitsch et Edwin Justus Mayer
- Musique : John Morris
- Photographie : Gerald Hirschfeld
- Montage : Alan Balsam
- Production : Mel Brooks
- Sociétés de production : Brooksfilms & 20th Century Fox
- Société de distribution : 20th Century Fox
- Pays de production :  États-Unis
- Langue originale : anglais
- Format : couleur — 35 mm — 1,85:1 — Dolby Stéréo (VO uniquement)
- Genre : comédie
- Durée : 103 minutes
- Dates de sortie :
  - États-Unis : 16 décembre 1983
  - France : 1er février 1984

## Distribution
- Mel Brooks (VF : Jacques Fabbri) : Frederick Bronski
- Anne Bancroft (VF : Florence Giorgetti) : Anna Bronski
- Tim Matheson (VF : Pierre Arditi) : le lieutenant Andrei Sobinski
- Charles Durning (VF : Philippe Dumat) : le colonel SS Ehrardt
- José Ferrer (VF : Georges Aminel) : le professeur Siletski
- George Gaynes : Ravitch
- James Haake (VF : Jacques Ebner) : Sasha
- George Wyner : Ratovski
- Christopher Lloyd (VF : Patrick Préjean) : le capitaine SS Schultz
- Lewis J Stadlen (VF : Jean-Pierre Leroux) : Lupinsky
- Jack Riley (VF : Claude Joseph) : Dobish
- Ronny Graham : Sondheim
- Zale Kessler : Bieler
- Estelle Reiner : Gruba
- Ivor Barry (VF : Jean Berger) : le général Hobbs
- William Glover : le major Cunningham
- Earl Boen : le docteur Boyarski
- John H. Francis : l'assistant des services secrets britanniques

## Note
Pour sa performance humoristique dans le rôle d'Erhardt, Charles Durning a été nommé pour l'Oscar du meilleur acteur dans un second rôle.[réf. souhaitée]